# Камйонка (Мальборський повіт)
Камйонка (пол. Kamionka, нім. Kaminke) — село в Польщі, у гміні Мальборк Мальборського повіту Поморського воєводства.
Населення — 85 осіб (2011).
У 1975-1998 роках село належало до Ельблонзького воєводства.

## Демографія
Демографічна структура станом на 31 березня 2011 року:
|          | Загалом | Допрацездатний вік | Працездатний вік | Постпрацездатний вік |
| -------- | ------- | ------------------ | ---------------- | -------------------- |
| Чоловіки | 41      | 8                  | 32               | 1                    |
| Жінки    | 44      | 12                 | 26               | 6                    |
| Разом    | 85      | 20                 | 58               | 7                    |